# Безил
Безил (фр. Baizil) насеље је и општина у североисточној Француској у региону Шампања-Ардени, у департману Марна која припада префектури Еперне.
По подацима из 2011. године у општини је живело 263 становника, а густина насељености је износила 18,15 становника/km². Општина се простире на површини од 14,49 km². Налази се на средњој надморској висини од 173 метара.

## Демографија
| 1962. | 1968. | 1975. | 1982. | 1990. | 1999. | 2011. |
| ----- | ----- | ----- | ----- | ----- | ----- | ----- |
| 338   | 344   | 289   | 257   | 255   | 262   | 263   |

График промене броја становника у току последњих година